# بركات الحارثي
بركات مبارك الحارثي ولد 15 حزيران/يونيو 1988، هو عداء عماني متخصص في مسافة 100 متر.
ولد في ولاية إبراء، وقد شارك في العديد من البطولات على رأسها منافسته في بطولة العالم لألعاب القوى 2009، 2013 و2015 بطولة العالم هذا بالإضافة إلى بطولة العالم لألعاب القوى داخل الصالات 2010 و2014 دون تمكنه من الوصول إلى النهائي.
فاز الحارثي بالميدالية البرونزية في دورة الألعاب الآسيوية 2010 في غوانزو، الصين في مسافة 100 متر، وقد شرف بلاده في هذه المسابقة التي حصدت فيها عمان ميدالية واحدة فقط في الألعاب.
أفضل أوقاته كانت 6.67 ثانية في مسافة 60 مترا، كما حقق في عام 2010 في بطولة العالم داخل قاعة في الدوحة مدة 10.05 ثانية في سباق 100 متر، هذا بالإضافة إلى تحقيقه في يونيو 2016 في ستارا زاجورا مدة 20.77 ثانية في 200 متر، ثم حقق نفس الوقت تقريبا في 2011 في المنامة.
شارك في دورة الألعاب العربية 2011، وبعد إجراء فحص لاختبار المنشطات كانت العينة إيجابية مما يعني استعماله لمواد محظورة حسب اللجنة المنظمة، وقد عوقب بعد هذه الفضيحة بالإيقاف لمدة ستة أشهر. لكنه سرعان ما عاد إلى المنافسة وذلك في دورة الألعاب الأولمبية الصيفية في نسخة 2012.

## وصلات خارجية
- بركات الحارثي على موقع الاتحاد الدولي لألعاب القوى (الإنجليزية)
- بركات الحارثي على موقع اللجنة الأولمبية الدولية (الإنجليزية)
- بركات الحارثي على موقع أوليمبيديا (الإنجليزية)
- إيفانز, هيلاري; جيرد, أريلد; هيجمانز, جيرون; مالون, بل. "بركات الحارثي". على موقع Sports-Reference.com (بالإنجليزية). سبورتس رفرنس.{{استشهاد ويب}}:  صيانة الاستشهاد: url-status (link)